# Leptochloa ligulata
Leptochloa ligulata är en gräsart som beskrevs av Michael Lazarides. Leptochloa ligulata ingår i släktet spretgräs, och familjen gräs. Inga underarter finns listade i Catalogue of Life.